# Историја холокауста Рома
Историја холокауста Рома је књига аутора др Рајка Ђурића и мр Антуна Милетића објављена 2008. године. То је потресна књига о страдању Рома и Синта (заједница Рома чији припадници живе у Немачкој и Аустрији), који су поред Јевреја једнако страшне жртве холокауста. Историја холокауста Рома је историјско дело о прогону Рома током 20. века.

## О ауторима
Рајко Ђурић (Мало Орашје код Смедерева, 3. октобра 1947 - Београд, 2. новембар 2020) је ромски и српски писац, академик и политичар. Био је председник Уније Рома Србије. Студирао је философију на Филозофском факултету у Београду. Године 1986. докторирао је социологију на теми Култура Рома у СФРЈ. 1991. године се преселио у Берлин где је живео током деведестих година 20. века. Написао је више од 500 чланака и до одласка из Југославије, био је главни уредник културне рубрике дневног листа Политика. Био је председник Међународне ромске уније и генерални секретар Ромског центра Међународног ПЕН центра. Био је номинован за Нобелову награду за књижевност.
Антун Милетић (Славонски Брод, 30. јун 1931) је југословенски и српски историчар и магистар историјских наука. Живи и ради у Београду од 28. новембра 1946. године. Завршио је петогодишње војно школовање, био официр ЈНА до 31. децембра 1990. године, када је пензионисан у чину пуковника са дужности начелника Архива оружаних снага СФРЈ и са звањем вишег научног сарадника из области војне историје. Објавио је до сада 20 књига и преко 60 научних радова и десетине чланака и фељтона у дневној и ревијалној штампи.Као сарадник, редактор, уредник, рецезент или члан редакционих одбора радио је и на бројним другим пројектима.

## О књизи
Књига је јединствено дело које служи на част домаћој историографији, зато што се у њој први пут разматра погром Рома на целовитом европском простору током Другог светског рата, уз истовремено, зналачко излагање историјата нацизма, његових доктринарних и идеолошких упоришта и расне политике која је у холокаусту и геноциду сатрла милионе Јевреја, Рома, Срба, Пољака, Руса и припадника других народа.
У првом делу књиге, кроз четрнаест поглавља, изнети су узроци и фазе холокауста Рома у нацистичкој Немачкој и Аустрији, као и широм Европе, укључујући и Србију, окупирану током Другог светског рата.
Квалитет књизи даје други део у коме су објављена имена и презимена 17.960 Рома убијених у концентрационом логору Јасеновац током постојања усташке НДХ, уз још 5.273 ромске неименоване жртве, страдале у Јасеновцу, једној од највећих кланица Другог светског рата. Укупно је реч о 23.233 страдала Рома, који су тамо били доведени у логор са територија Хрватске, Босне и Херцеговине, Србије и Црне Горе. Аутори су инсистирали на мукотрпном, вишегодишњем истраживачком раду, како би непорециво утврдили имена и презимена, године рођења и смрти, место порекла и страдања жртава геноцидних злочина и холокауста.
На књизи о холокаусту који је био готово једнако страшан као и у случају Јевреја, аутори су радили тридесетак година, а први пут у њој објављена су и имена и презимена 23.300 Рома убијених у концентрационом логору у Јасеновцу од 1941. до 1945. године.
Аутор Рајко Ђурић је рекао:
```
"Мој задатак је био да откријем вео заборава са холокауста Рома, који су уз Јевреје били највеће жртве Другог светског рата. У првом делу књиге бавио сам се узроцима и разлозима прогона, његовим фазама, почевши од припрема, па све до питања одштете која је некако заобишла Роме. На крају сам дошао до закључка да је холокауст ромске заједнице понекад био страшнији од холокауста Јевреја. У другом делу је списак убијених Рома у Јасеновцу, али постоји и више од 5.000 оних о којима нема података."
[
1
]
```

### Из садржаја књиге
Први део:
- Холокауст као обележје епохе
- Од пописа до уништења
- Трећи рајх, његов вођа и институције за уништење
- Програм и фазе уништавања Рома и Синта
- Логори смрти
- Уништавање Рома током Другог светског рата
- Злочин без казне
- Логорска џунгла
- Уништавање Рома у осталим земљама Европеж
- Од "Аушвиц-економије", преко "О(бе)штећења", до "Слободне столице"
- Сећање без етике и етика сећања
- Дух отпора и слободе
- Холокауст Рома и књижевност

Други део:
- Списак убијених Рома, одраслих и деце, по имену и презимену у концентрационом логору Јасеновац 1941-1945.